# Tadeusz Chmielewski
Tadeusz Chemielewski (Tomaszów Mazowiecki, 7 de junio de 1927-Varsovia, 4 de diciembre de 2016) fue un director, guionista y productor de cine polaco.

## Biografía
Hijo de un policía, durante la Segunda Guerra Mundial se unió a la Armia Krajowa y fue líder de los partisanos. En 1954 se diplomó en la Escuela Nacional de Cine, Televisión y Teatro en Lodz y comenzó como ayudante de dirección, entre otros para la película Podhale w ogniu (1955) de Jan Batory. Su primer larogmetraje Ewa chce spać obtuvo la Concha de Oro del Festival de Cine de San Sebastián de 1958 y el Astor de Oro a la mejor película en el Festival de Mar del Plata en 1959. Ganó fama con su comedia Jak rozpętałem drugą wojnę światową (1970) considerada película de culto en Polonia. Miembro de la Asociación de cineastas polacos, fue vicepresidente entre 1983 y 1987. Desde 1984 estuvo al frente del Zespół Filmowy Oko. Su película Wierna rzeka adaptada del cuento homónimo (1912) de Stefan Żeromski que fue galardonada con el León de Plata a la dirección al 12º Festival de Cine Polaco de Gdynia (1987).
Ciudadano de honor de la vila de Tomaszów Mazowiecki desde 2005, recibió la medalla de Plata Gloria Artis en 2010. En 2011, en la ceremonia de los Orły recibió el trofeo especial por su contribución al cine nacional.

## Filmografía
- 1955: Podhale w ogniu – assistent del director
- 1956: Tajemnica dzikiego szybu – assistent del director
- 1957: Ewa chce spać – director, guionista
- 1958: Dwoje z wiernej rzeki – ajudant de direcció
- 1960: Walet pikowy – director, guionista
- 1961: Dwaj panowie N – director, guionista
- 1963: Gdzie jest generał... – director, guionista
- 1966: Pieczone gołąbki – director, guionista
- 1969: Jak rozpętałem drugą wojnę światową – director, guionista
- 1971: Nie lubię poniedziałku – director, guionista,
- 1974: Pełnia nad głowami – guionista
- 1974: Wiosna panie sierżancie – director, guionista
- 1978: Wśród nocnej ciszy – director, guionista
- 1981: Książę – direcció artística
- 1983: Wierna rzeka – director, guionista
- 1984: Trzy stopy nad ziemią –
- 1986: Inna wyspa – direcció artística
- 1986: Nikt nie jest winien – direcció artística
- 1992: Smacznego, telewizorku – productor
- 1996: Ucieczka – productor
- 1998: U Pana Boga za piecem – guionista (amb el pseudònim „Zofia Miller”)
- 2000: Król sokołów – coproductor
- 2000: To ja, złodziej – coproductor
- 2003: Show – productor

## Premios y reconocimientos
Festival Internacional de Cine de San Sebastián
| Año  | Categoría     | Película          | Resultado |
| ---- | ------------- | ----------------- | --------- |
| 1958 | Concha de Oro | Eva quiere dormir | Ganador   |